# 坎氏無鬚魮
坎氏無鬚魮（学名：Puntius cumingii）為輻鰭魚綱鯉形目鯉科的一個種。

## 分布
本魚分布於斯里蘭卡的山區溪流。

## 特徵
本魚體色呈金黃色，在腹部逐漸過渡成銀白色，腹部表面帶有一些淺褐色，黑色的菱形斑塊位於側面和尾柄。背鰭和腹鰭的顏色因不同地區會略有不同，從橘黃色至橘紅色皆有。和大多數小型鯉魚一樣，雄魚的體型比雌魚小。體長可達5公分。

## 生態
本魚棲息在淡水的溪流中，屬雜食性，性情溫和，喜歡群游。

## 經濟利用
為小型觀賞性魚類，飼養時，在魚缸中種有闊葉杆狀植物以作為隱蔽，以提供其食物和繁殖場所。